# Liste der Monuments historiques in Fouday
Die Liste der Monuments historiques in Fouday führt die Monuments historiques in der französischen Gemeinde Fouday auf.

## Liste der Bauwerke
| Bezeichnung            | Beschreibung                                                                                | Standort              | Kennzeichnung | Schutzstatus | Datum | Bild           |
| ---------------------- | ------------------------------------------------------------------------------------------- | --------------------- | ------------- | ------------ | ----- | -------------- |
| Protestantische Kirche | Chorturm, Ende des 12. Jahrhunderts, Schiff bezeichnet 1776; im Schiff: Grabplatte von 1486 | Rue Principale (Lage) | PA00084597    | Inscrit      | 1938  | weitere Bilder |

## Liste der Objekte
| Bezeichnung | Beschreibung                    | Standort                              | Kennzeichnung | Schutzstatus | Datum | Bild           |
| ----------- | ------------------------------- | ------------------------------------- | ------------- | ------------ | ----- | -------------- |
| Glocke      | Bronze, 1511                    | in der protestantischen Kirche (Lage) | PM67001610    | Inscrit      | 1999  |                |
| Wandgemälde | aus dem 15. und 16. Jahrhundert | in der protestantischen Kirche (Lage) | PM67000020    | Classé       | 1988  | weitere Bilder |